# Хунор Келемен
Хунор Келемен (на унгарски: Kelemen Hunor, на румънски: Hunor Kelemen) е румънски политик, председател на политическа партия Демократичен съюз на унгарците в Румъния.

## Биография
Хунор Келемен е роден в село Кърца (на унгарски Карцфалва), окръг Харгита, Румъния.
От 2000 година е член в Камарата на представителите на Румъния. През 2009 година е кандидат-президент излъчен от своята партия на президентските избори, получава 3,8 %. През месец декември 2009 година става министър на културата на Румъния.